# Philip Barker Webb
Philip Barker Webb (Surrey, 10 de juliol de 1793 - París, 31 d'agost de 1854) va ser un botànic anglès. Va recol·lectar plantes a Itàlia, Espanya, Brasil i Portugal, on a més va ser el primer europeu a recol·lectar a les muntanyes del Tetuan (Marroc). Durant vint anys va col·laborar amb el marsellès Sabin Berthelot, que s'havia establert a les illes, en l'elaboració del novè volum de l'Histoire Naturelle des Îles Canaries.

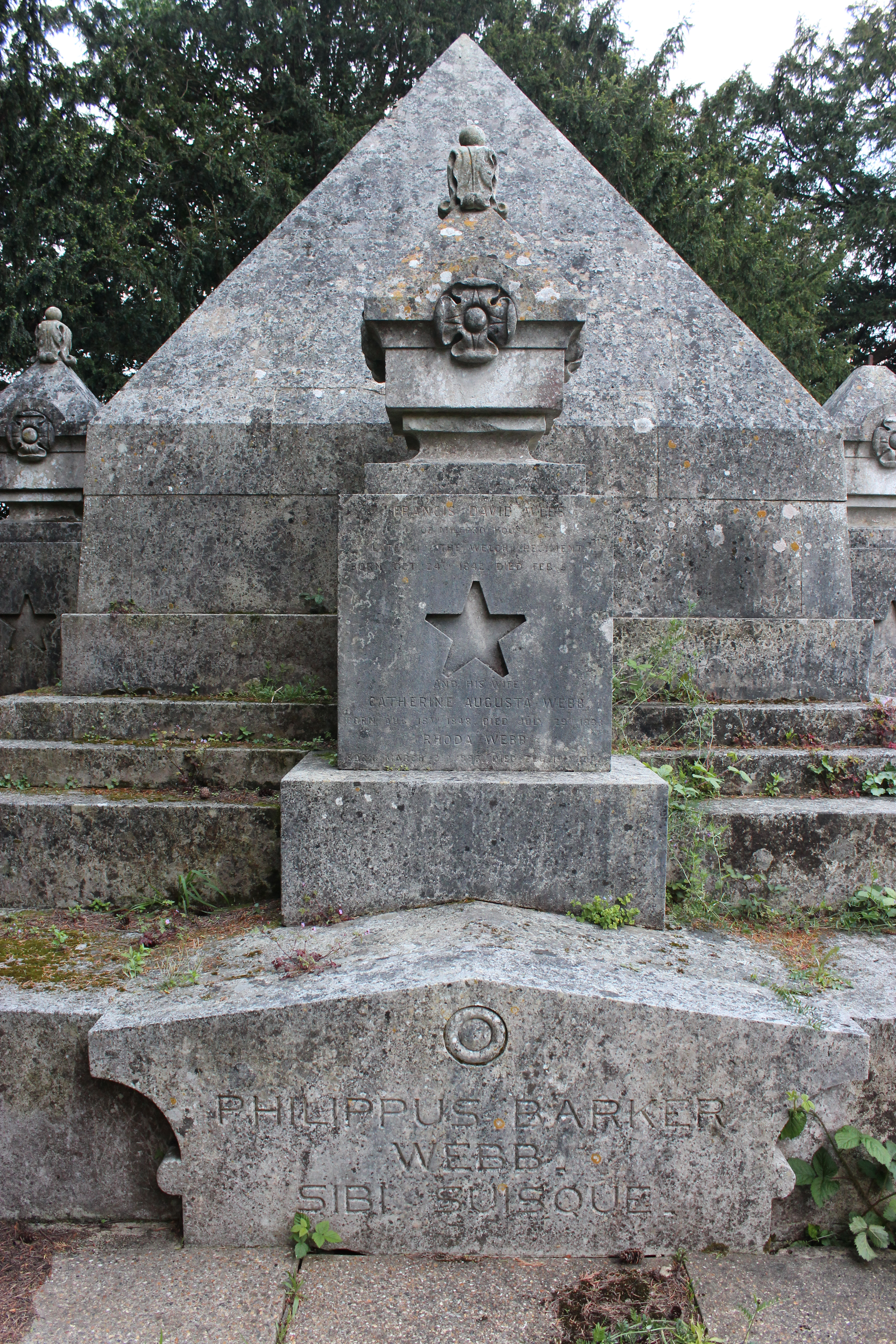
Mausoleu de la família de Webb a Milford, Surrey

## Biografia
Philip Barker Webb va néixer a Milford House en el si d'una benestant família aristocràtica. Va estudiar llengües, botànica, geologia a Harrow i a Oxford. En els seus múltiples viatges va viure a Espanya, Itàlia, Portugal, Brasil i Marroc.
No obstant això Webb és més conegut pel seu treball a les Illes Canàries: en un dels seus viatges a l'expedició de Brasil, Webb va planejar fer una breu visita a les Illes Canàries, però aquesta escala s'allargaria finalment per un temps considerable. Durant aquest temps a les illes (entre 1828 i 1830), va recol·lectar espècimens del lloc i va col·laborar amb Sabin Berthelot en l'elaboració de l'obra enciclopèdica Histoire Naturelle des Îles Canaries. Li va caldre més de vint anys per acompletar el text. Va poder comptar amb la col·laboració d'altres especialistes, com Justin Pierre Marie Macquart, Alfred Moquin-Tandon i el botànic Carl Heinrich 'Bipontinus' Schultz.
Després d'estar-se a Canàries va tornar al Brasil.
L'herbari de Webb va ser portat al museu d'Història Natural de Florència, Itàlia.

## Obra
- Osservazioni intorno allo stato antico i present dell'Agro trojano del Signor Filippo Barker Webb. Milà, 1821, traduït al francès el 1844 amb el títol de Topographie de la Troade ancienne et moderne, Gide, París

- L'Histoire Naturelle des Îles Canaries, 9 vols. París 1836–1844

- Iter hispaniense, or a Synopsis of plants collected in the Southern provinces of Spain and in Portugal, with geographical remarks, and observations on rare and undescribed species. Béthune, Paris & H. Coxhead, Londres, 1838

- Fragmenta floruia aethiopico-aegypticae. 1845

- Otia hispanica, seu Delectus plantarum rariorum aut nondum rite notarum per Hispanias sponte nascentium. V. Masson, Paris. 1839-1853L'abreviació botànica estandarditzada per citar un tàxon descrit per aquest autor és Webb[2]